# Йордан Икономов
Йордан Иванов Икономов е български методистки проповедник и учител.

## Биография

### Образование
Роден е на 14 септември 1847 г. в Елена, син е на свещеника Иван Икономов. Начално образование получава в родния си град, после постъпва в Търновската гимназия и я завършва с отличие. От 1865 до 1869 г. учи в Робърт колеж в Цариград и също го завършва с отличие, като е избран при дипломирането да държи публична реч – спира се на темата „За взаимните задължения между държавата и поданиците“. През 1871 заминава за САЩ да учи богословие в Методистката теологическа семинария „Дрю“. През 1976 г. става бакалавър на изкуствата, през учебната 1876/77 г. завършва висшия курс. Има документ от дружеството на полиглотите в Дрю за владеене за 6 езика и е вторият най-виден полиглот там след Стефан Томов (8 езика) – негов съученик още от Робърт Колеж.

### Пасторска и учителска дейност
В Америка е член и стажант-пастор на Нюаркското паство. При завръщането си в България е пастор в Русе, Габрово, Свищов, Търново. Когато в Свищов се открива Американското научно-богословско училище, той става там преподавател и пастор в църквата. В Свищов, както преди това в Дрю и още по-отдавна в Робърт колеж, пътищата на Йордан Икономов и Стефан Томов отново се засичат (Томов от 1884 г. е женен за сестра му). В Свищов техен ученик е Петър Дънов, на когото дават отлични атестации и по-късно препоръки за следване със стипендия в Дрю.
През периода 1890 – 1897 г. работи като пастор в църкви от Ловешки окръг, помощник-ръководител на Ловешкия район на методистката църква (1890 – 1891), книгоразпространител за България (1892 – 1895). От 1898 до 1904 г. е учител, след това до 1908 г. е пастор във Враца, а после се оттегля от активна дейност.

### Семейство
През 1885 г. се оженва за Манола Илиева, дъщеря на първия български евангелистки проповедник Гаврил Илиев (1829 – 1909). По-късно не спира децата си да посещават обществото на Петър Дънов и някои от тях участват в живота на Бялото братство.
Умира на 17 март 1920 г.